# Арасатуба (мезорегіон)
Арасатуба (порт. Mesorregião de Araçatuba) — адміністративно-статистичний мезорегіон в Бразилії, входить в штат Сан-Паулу. Населення становить 678 355 чоловік на 2006 рік. Займає площу 16 763,211 км². Густота населення — 40,5 чол./км².

## Демографія
Згідно з даними, зібраними в ході перепису 2010 р. Національним інститутом географії і статистики (IBGE), населення мезорегіону становить:
| Повне населення                              | Повне населення                              | Повне населення                              | Повне населення                              | 695 801 |
| -------------------------------------------- | -------------------------------------------- | -------------------------------------------- | -------------------------------------------- | ------- |
| в том числе:                                 | Міське населення                             | 642 948                                      | Відсоток міського населення, %               | 92,40   |
|                                              | Сільське населення                           | 52 853                                       | Відсоток сільського населення, %             | 7,60    |
|                                              | Чоловіче населення                           | 346 813                                      | Відсоток чоловічого населення, %             | 49,84   |
|                                              | Жіноче населення                             | 348 988                                      | Відсоток жіночого населення, %               | 50,16   |
| Густота населення, чол/км²                   | Густота населення, чол/км²                   | Густота населення, чол/км²                   | Густота населення, чол/км²                   | 41,51   |
| Населення мезорегіону в % до населення штату | Населення мезорегіону в % до населення штату | Населення мезорегіону в % до населення штату | Населення мезорегіону в % до населення штату | 1,69    |

## Склад мезорегіону
В мезорегіон входять наступні мікрорегіони:
1. Андрадіна
2. Арасатуба
3. Бірігуї

| Бразилія | Це незавершена стаття з географії Бразилії. Ви можете допомогти проєкту, виправивши або дописавши її. |